# Jacques Dupuis (indianiste)
Pour les articles homonymes, voir Jacques Dupuis et Dupuis (homonymie).
Jacques Dupuis, né le 3 août 1912 au Blanc et mort le 9 septembre 1997 à Paris 11e, est un géographe français.
Considéré comme l'un des meilleurs spécialistes de l'Inde, il utilise principalement une approche culturaliste et anthropologique.

## Biographie
Prisonnier en Allemagne durant la Seconde Guerre mondiale, il utilise ce temps pour s'initier à la langue hindi. Il étudie dès 1945 à l'École nationale des langues orientales vivantes et à l'École pratique des hautes études entre 1945 et 1947. Il est titulaire de l'Agrégation d'histoire et géographie en 1946.
Il est Professeur au Collège français de Pondichéry de 1953 à 1957, et est nommé attaché de recherches au Centre national de la recherche scientifique jusqu'en 1960
1959. Il obtient un Doctorat ès-lettres en 1960. 
de 1960 à 1970 détaché en Tunisie au titre de la Coopération pour y diriger la Faculté des Lettres et Sciences Humaines.
1971- 1980 Université de Paris X Nanterre 
En 1972 il devient membre de l'Académie des Sciences d'Outre-Mer. Sa thèse, publiée chez Adrien Maisonneuve en 1959, portait sur Madras et le nord du Coromandel. 
Bien que géographe de formation, Jacques Dupuis avait la réputation d'être aussi compétent en matière d'histoire et d'ethnographie de l'Inde.

## Publications
- Les Ghat orientaux et la plaine du Coromandel, Institut français, Pondichéry, 1959
- Madras et le Nord du Coromandel, étude des conditions de la vie indienne dans un cadre géographique, A. Maisonneuve, Paris, 1960
- Histoire de l'Inde et de la civilisation indienne, Payot, Paris, 1963
- L'Asie méridionale, Presses universitaires de France, Paris, 1969
- L'Himalaya, Presses universitaires de France (coll. « Que sais-je ? » - 1470), Paris, 1972
- Singapour et la Malaysia, Presses universitaires de France (coll. « Que sais-je ? » - 869), Paris, 1972
- L'Inde et ses populations, Éditions Complexe/Presses universitaires de France, Bruxelles/Paris 1982
- Au nom du père, Le Rocher, Monaco/Paris, 1987
- L'Inde : une introduction à la connaissance du monde indien, Éditions Kailash, Paris, 1992
- Histoire de l'Inde, Éditions Kailash, Paris/Pondichery, 1996